# Manilkara lososiana
Espèce
Synonymes
- Manilkara lososiana[2]

Manilkara lososiana est une espèce de plantes à fleurs de la famille des Sapotaceae et du genre Manilkara, endémique du Cameroun, qui fut décrite par David Kenfack et Corneille E. N. Ewango,. 

## Étymologie
L'épithète lososiana fait référence à Elizabeth Losos, directrice du centre de recherche sur les sciences des forêts tropicales au Smithsonian Tropical Research Institute.

## Description
C'est un arbre pouvant mesurer jusqu'à 35 m de haut, dont le tronc peut présenter jusqu'à 40 cm de diamètre. L'écorce est de couleur gris-brun. Ses feuilles obovales présentent un apex large et arrondi.

## Répartition et habitat
Plante endémique du Cameroun, elle semble être localisée uniquement au parc national de Korup, principalement dans le milieu des forêts à feuillage persistant à environ 180 m d'altitude.